# Jordan Łeow
Jordan Łeow (ur. 29 sierpnia 1920 w Wełesie, zm. 20 września 1998 w Skopju) – pisarz macedoński, z zawodu był prawnikiem.
W pierwszych dziesięcioleciach rozwoju literatury macedońskiej po II wojnie światowej należał do najbardziej poczytnych prozaików. Pisał powieści, m.in. Pobratimi (1956), Wior (1956), Afion (1963), Antołogia na bołkata (1968), opowiadania (np. debiutancki tom Posiłni od smrtta 1952), pisywał także książki dla dzieci, a także dramaty.